# 周辺
世界システム論で周辺（しゅうへん）、周囲（しゅうい）は、資本が乏しく、技術力も劣る発展途上国・地域をいう。世界システム論の提唱者ウォーラーステインは、周辺は中核の国（先進国）や地域に対し、不利な条件で、原料や食糧を供給させられ、貧困から抜け出せないとした。しかし、BRICSのようにまれに周辺から中核への上昇、またはその逆もある。